# Longden
Longden – wieś w Anglii, w hrabstwie Shropshire. Leży 8 km na południowy zachód od miasta Shrewsbury i 225 km na północny zachód od Londynu.